# Попов Георгій Миколайович
Попов Георгій Миколайович (18 січня 1925, Казань — 24 липня 1988) — радянський історик.

## Біографія
Народився в м. Казані. У 1942 року закінчив середню школу в Слов'янську Краснодарського краю. У березні 1943 року був призваний до лав Червоної Армії. Учасник Великої Вітчизняної війни.
У 1951 році закінчив історичний факультет Харківського державного університету, після чого три роки навчався в аспірантурі при кафедрі марксизму-ленінізму ХДУ. 1954 року захистив кандидатську дисертацію «Боротьба Болгарської комуністичної партії за піднесення культурного рівня трудящих мас (1949—1952 рр.)», а 1967 — докторську на тему «Болгарські комуністи у боротьбі за здійснення культурної революції (1944—1958 рр.)».
З 1954 по 1979 рік — доцент, професор кафедри історії КПРС ХДУ. З 1979 по 1988 рік — завідувач кафедри нової та новітньої історії історичного факультету цього ж університету. На історичному факультеті читав загальний лекційний курс з новітньої історії країн Європи і Америки, спеціальний курс з історії Болгарії.
Опублікував більше 130 наукових, науково-популярних і навчально-методичних праць. Був членом редакційних колегій журналу «Новая и новейшая история», «Вестник Харьковского университета» (серия «История»), членом спеціалізованих Рад із захисту докторських і кандидатських дисертацій. Під науковим керівництвом Г. М. Попова було захищено більше 30 дисертацій. Був удостоєний державних нагород СРСР і Народної Республіки Болгарія.

## Основні друковані праці
1.Борьба Болгарской коммунистической партии за ликвидацию неграмотности и малограмотности среди взрослого населения страны в годы первой пятилетки (1949—1953) // УЗХУ. — 1956. — Т. 75 : Тр. каф. ист. КПСС и диалект. и ист. материализма. — Т. 3. — С. 163—177.
2.Влияние первой русской революции на подъем революционного движения в Болгарии в 1905—1907 гг. // УЗХУ. — 1956. — Т. 66 : Тр. каф. марксизма-ленинизма.- Т. 2. — С. 253—273.
3.Борьба Болгарской коммунистической партии за создание социалистической народной интеллигенции (1949—1953) // УЗХУ. — 1957. — Т. 85 : Тр. каф. истории КПСС и диалект. и ист. материализма. — Т. 4. — С. 169—190.
4.Великая Октябрьская социалистическая революция и освобождение болгарского народа от империалистической зависимости и капиталистического рабства // УЗХУ. — 1957. — Т. 88 : Тр. каф. истории КПСС. — Т. 6. — С. 455—476.
5.Ленински кооперативен план и неговото творческо приложение в селского стопансово в България // По некой въпроси на марксистао-ленинската теория и практика в България. — Пловдив, 1964. — С. 170—187.
6.Мероприятия Болгарской коммунистической партии по улучшению деятельности культурно-просвеггигельньгх учреждений (1949—1952 гг.) // УЗХУ.- 1964.- Т. 145 : Тр. каф. ист. КПСС. — Вып. 2. — С. 139—153.
7.Роль болгарської комуністичної партії в розвитку художньої літератури (1944—1958 pp.) // НПІ КПРС. — 1966. — Вип. 7. — С. 115—132.
8.Първите крачки на съветско-болгарското сътрудничество в рязвитието на народна просвета (1944—1948 гг.) // България в света от древността до наши дня. — София, 1979. — Т. 2. — С. 404—413.
9.Учен, държовен и обществен деец // Марин Дринов, 1838—1906 : библиогр. указ. и док. наследство. — София, 1990. — С. 7-25.
10.Город Харьков в жизни и деятельности Марина Дринова // Марин Дринов: исслед. харьк. ученых, посвящ. 150-летию со дня его рождения. — София, 1991. — С. 9-36.